# Maryan Hary
Maryan Hary (Le Mans, País del Loira, 27 de maig de 1980) és un ciclista francès, que fou professional entre 2003 i 2009.

## Palmarès
- 2002
  - 1r a la París-Tours sub-23
  - 1r a la Volta als Pirineus
- 2003
  - Vencedor d'una etapa del Tour de l'Ain

### Resultats al Tour de França
- 2003. 130è de la classificació general
- 2004. Fora de temps (5a etapa)

### Resultats a la Volta a Espanya
- 2007. 139è de la classificació general
- 2008. No surt (5a etapa)